# Pardison Fontaine
Pardison Fontaine, noto anche come Pardi, pseudonimo di Jordyn Kyle Lanier Thorpe (Newburgh, 29 dicembre 1989), è un rapper e paroliere statunitense.
È meglio conosciuto per il suo singolo del 2018 Backin' It Up in collaborazione con Cardi B, che ha raggiunto la posizione numero 40 nella Billboard Hot 100. È anche noto per aver co-scritto diversi brani della rapper.

## Carriera
Il 4 agosto 2015, Fontaine ha pubblicato il suo mixtape di debutto, Not Supposed to Be Here.
Durante il 2017-2018, ha lavorato con la rapper statunitense Cardi B scrivendo diversi brani per lei. Nel 2018, Fontaine ha scritto le canzoni contenute nell'ottavo album in studio del rapper Kanye West, Ye, come il brano Violent Crimes. Nell'agosto 2018, ha pubblicato il singolo Say What I Want. Il mese seguente, ha reso disponibile il singolo Backin'I t Up con Cardi B, che ha raggiunto il numero 40 nella classifica degli Stati Uniti. I due rapper hanno eseguito la canzone dal vivo per la prima volta al i BET Hip Hop Awards del 2018. Il 15 novembre 2019 il rapper ha pubblicato il suo album in studio di debutto Under8ed, contenente il singolo Backin' It Up e collaborazioni con le City Girls, Offset, Jeremih e Jadakiss (oltre a Cardi B).
Oltre ad aver scritto i testi delle sue canzoni e dei suoi progetti, il rapper ha co-scritto canzoni di successo tra cui Girls like You (dei Maroon 5 in collaborazione con Cardi B), WAP e Bodak Yellow (di Cardi B) e il remix di Savage (di Megan Thee Stallion e Beyoncé).

## Discografia

### Album in studio
- 2018 – Under8ed

### Mixtape
- 2015 – Not Supposed to Be Here

### Singoli
Come artista principale
- 2013 – Oyyy
- 2015 – Bobby Brown
- 2016 – Black History Month
- 2016 – Woooa
- 2017 – In the Field
- 2017 – Food Stamps
- 2017 – Jumpin Jumpin
- 2017 – Hangin Off Me
- 2017 – For the Win
- 2018 – Backin' It Up (feat. Cardi B)
- 2019 – Madden Flow
- 2019 – Rodman
- 2019 – Peach (feat. City Girls)
- 2019 – Shea Butter
- 2019 – Take It Down (feat. Offset)

Come artista ospite
- 2017 – C.R.E.A.Mix (Jonny Prise feat. Pardison Fontaine)
- 2017 – How I Feel (Bynoe feat. Pardison Fontaine)
- 2017 – Biotchhh (Klean Söze feat. Pardison Fontaine)
- 2017 – Iceberg (Dougie F feat. Pardison Fontaine)

### Brani scritti e co-scritti
- 2016 – Cardi B - Washpoppin
- 2017 – Pardison Fontaine - In the Field
- 2017 – Cardi B - Bodak Yellow
- 2017 – Pardison Fontaine - Food Stamps
- 2017 – G-Eazy feat. ASAP Rocky e Cardi B - No Limit
- 2018 – Cardi B - Drip
- 2018 – Cardi B - She Bad
- 2018 – Cardi B - Thru Your Phone
- 2018 – Cardi B - Be Careful
- 2018 – Cardi B - I Like It
- 2018 – Cardi B - Best Life
- 2018 – Cardi B - Bickenhead
- 2018 – Cardi B - Money Bag
- 2018 – Cardi B - Ring
- 2018 – Rita Ora feat. Cardi B, Bebe Rexha & Charli XCX - Girls
- 2018 – Maroon 5 feat. Cardi B - Girls like You
- 2018 – Kanye West feat. ASAP Rocky e Pardison Fontaine - Simulation Baptize
- 2018 – Kanye West - All Mine
- 2018 – Kanye West - Wouldn't Leave
- 2018 – Kanye West - Yikes
- 2018 – Kanye West - Violent Crimes
- 2018 – Kanye West - Ghost Town
- 2018 – Pardison Fontaine feat. Cardi B - Backin' It Up
- 2018 – Cardi B - Money
- 2019 – City Girls feat. Cardi B - Twerk
- 2019 – Offset feat. Cardi B - Clout
- 2019 – Pardison Fontaine - Rodman
- 2019 – DJ Khaled feat. Cardi B e 21 Savage - Wish Wish
- 2019 – Lil Nas X e Cardi B - Rodeo
- 2019 – Ed Sheeran feat. Camila Cabello e Cardi B - South of the Border
- 2019 – Pardison Fontaine - Sometimes
- 2019 – Pardison Fontaine feat. City Girls - Peach
- 2019 – Pardison Fontaine - Shea Butter
- 2019 – Pardison Fontaine feat. Offset - Take It Down
- 2020 – Megan Thee Stallion feat. Beyoncé - Savage (Remix)
- 2020 – Azylia Keks - Takiej suce nie wypada mówić, że nad rapem włada
- 2020 – Cardi B feat. Megan Thee Stallion - WAP
- 2020 – Megan Thee Stallion - Circles
- 2021 – Cardi B - Up
- 2021 – Migos feat. Cardi B - Type Shit
- 2021 – Megan Thee Stallion - Thot Shit